# IC 22
IC 22 је елиптична галаксија у сазвјежђу Кит која се налази на листи објеката дубоког неба у Индекс каталогу.
Деклинација објекта је - 9° 4' 49" а ректасцензија 0h 29m 33,1s. Привидна величина (магнитуда) објекта IC 22 износи 14,6 а фотографска магнитуда 15,6. IC 22 је још познат и под ознакама MCG -2-2-27, PGC 1815.